# 葛兴仁
葛兴仁（Lloyd Rutherford Craighill，1886年—1971年3月13日），弗吉尼亚神学院荣誉博士，美国圣公会传教士，中国皖赣教区第二任主教。
1886年，葛兴仁出生在美国弗吉尼亚州的林奇堡。受美國聖公會中國差會差遣，前往中国传教。1940年11月29日祝圣为圣公会皖赣教区第二任主教，接替首任主教韩仁敦（Daniel Trumbull Huntington），驻扎安庆。1949年葛兴仁离开中国，1971年3月13日去世。